# Martín Rosales y Martel
Martín Rosales Martel (Madrid, 1872-Chamartín de la Rosa, 1931), también conocido por su título nobiliario de duque de Almodóvar del Valle, fue un abogado y político español.

## Biografía
Nacido en Madrid en 1872, era hijo de Eloísa Martel y Fernández de Córdoba, primera duquesa de Almodóvar del Valle, casada en segundas nupcias con Martín de Rosales y Valterra. De profesión abogado, perteneciente al Partido Liberal y afín al marqués de la Vega de Armijo, fue diputado por el distrito pontevedrés de Estrada en 1898. Unos años más tarde, en 1901, se presentó como diputado por el distrito cordobés de Cabra pero en unas apretadas elecciones, en las que llegó a impugnar el resultado, el escaño fue obtenido por su rival del Partido Conservador, Sánchez Guerra. Más tarde consiguió en sucesivas elecciones escaño de diputado por el distrito, también cordobés, de  Lucena entre 1905 y 1923.
Ejerció como ministro de Fomento entre el 19 de abril de 1917 y el 11 de junio de 1917, en un Consejo presidido por Manuel García Prieto, y más adelante de Gobernación entre el 7 de diciembre de 1922 y el 15 de septiembre de 1923, en otro Gobierno de García Prieto, el último antes de la instauración de la dictadura de Miguel Primo de Rivera.
Igualmente fue gobernador civil de Madrid en 1906 y alcalde de dicha urbe en un periodo comprendido entre el 8 de mayo de 1916 y el 26 de abril de 1917, cuando fue sustituido por Luis Silvela Casado. En esta etapa al frente del Ayuntamiento, Rosales Martel presentó el 26 de agosto de 1916 una propuesta, con éxito, para la creación de la hemeroteca municipal de la ciudad, que sería finalmente inaugurada en 1918; también hubo de enfrentarse a una huelga de carreteros tras decretar su gobierno municipal la prohibición de circulación de carros de dos ruedas tirados por tres o cuatro mulas por las calles de la ciudad, así como prohibió la venta callejera de castañas. Tras contraer matrimonio en enero de 1931 con María de la Purificación de Hoces, falleció el 18 de julio de ese mismo año en Chamartín de la Rosa.